# Bruntridactylus irremipes
Bruntridactylus irremipes is een rechtvleugelig insect uit de familie Tridactylidae. De wetenschappelijke naam van deze soort is voor het eerst geldig gepubliceerd in 1934 door Uvarov.